# Chorizagrotis arenacea
Chorizagrotis arenacea är en fjärilsart som beskrevs av Igor Kozhanchikov 1923. Chorizagrotis arenacea ingår i släktet Chorizagrotis och familjen nattflyn. Inga underarter finns listade i Catalogue of Life.